# 549744 Heimpál
549744 Heimpál è un asteroide della fascia principale. Scoperto nel 2011, presenta un'orbita caratterizzata da un semiasse maggiore pari a 2,6721487 au e da un'eccentricità di 0,2928035, inclinata di 11,93279° rispetto all'eclittica.